# Aeropuerto Internacional de Asmara
El Aeropuerto Internacional de Asmara, anteriormente conocido como Aeropuerto Internacional Yohannes IV (IATA: ASM, OACI: HHAS) es un aeropuerto en Asmara, capital de Eritrea.
En 2004, el aeropuerto atendió a 136.526 pasajeros (+11,8% respecto a 2003).
El Aeropuerto Internacional de Asmara tiene severas restricciones de capacidad, debido a su pequeña terminal, pista corta y a 2.500 metros de altura. Esto supone que los aviones grandes (como un A380, MD-11 o 747) no pueden volar al aeropuerto. Las aeronaves de esta clase deben utilizar el Aeropuerto Internacional de Massawa.

## Aerolíneas y destinos
Se ofrece servicio a los siguientes destinos a partir de octubre de 2018. La referencia para aquellas rutas que no tienen una referencia explícita es FlightMapper.
| Ciudades por países    | Nombre del aeropuerto                  | Aerolíneas                       | Aeronaves | Frecuencias semanales |        |
| África                 | África                                 | África                           | África    | África                | África |
| ---------------------- | -------------------------------------- | -------------------------------- | --------- | --------------------- | ------ |
| Egipto                 |                                        |                                  |           |                       |        |
| El Cairo               | Aeropuerto Internacional de El Cairo   | EgyptAir                         |           |                       |        |
| Etiopía                |                                        |                                  |           |                       |        |
| Adís Abeba             | Aeropuerto Internacional Bole          | Eritrean Airlines Ethiopian      | B737-300  |                       |        |
| Sudán                  |                                        |                                  |           |                       |        |
| Jartum                 | Aeropuerto Internacional de Jartum     | Eritrean Airlines Tarco Aviation | B737-300  |                       |        |
| Asia                   |                                        |                                  |           |                       |        |
| Arabia Saudita         |                                        |                                  |           |                       |        |
| Yida                   | Aeropuerto Internacional Rey Abdulaziz | Eritrean Airlines                | B737-300  |                       |        |
| Emiratos Árabes Unidos |                                        |                                  |           |                       |        |
| Dubái                  | Aeropuerto Internacional de Dubái      | Flydubai                         | B737      |                       |        |
| Sharjah                | Aeropuerto Internacional de Sharjah    | Air Arabia                       | A32x      |                       |        |
| Europa                 |                                        |                                  |           |                       |        |
| Turquía                |                                        |                                  |           |                       |        |
| Estambul               | Aeropuerto Internacional Atatürk       | Turkish Airlines                 |           |                       |        |